# 源村镇
源村镇，是中华人民共和国贵州省毕节市金沙县下辖的一个乡镇级行政单位。
2013年6月28日，贵州省人民政府批复同意金沙县部分乡镇撤并，以原源村乡源村村、农庄村、普惠村、石板村、石刘村、建国村、岩底村等7个村及群星村老王山、湾家、榨房、马头、桐山、扁子、园子、干溪、竹林湾、老木坝等10个村民组地域为源村镇行政区域，镇人民政府驻源村村。

## 行政区划
源村镇下辖以下地区：
源村、农庄村、建国村、普惠村、群星村、石板村、石刘村和岩底村。